# Emili Granier Barrera
Emili Granier Barrera, né le 4 mai 1908 à Barcelone où il meurt en 1997, est un journaliste et homme politique catalan.

## Biographie
En 1924, pendant la dictature de Primo de Rivera, il rejoint l'Estat Català, où il fait même partie la Bandera Negra (ca). En 1925, il participe au complot de Garraf (ca), raison pour laquelle il est arrêté et emprisonné jusqu'en 1928. 
Une fois libéré, il se consacre au journalisme. Il devient directeur de la justice sociale[Quoi ?] et secrétaire éditorial de l'hebdomadaire L'Opinió (ca) et de La Publicitat. En 1930, il quitte l'Estat Català et rejoint l'Union socialiste de Catalogne, parti dont il fut nommé secrétaire général. Il a été le premier à traduire le Manifeste du parti communiste de Karl Marx et Friedrich Engels en catalan en 1930. 
Lors des premières élections municipales, sous la Seconde République, il est élu conseiller municipal de Barcelone et arrêté lors des événements du 6 octobre. Il est de nouveau libéré en 1936. À la fin de la guerre civile espagnole, il s'exile à Paris, où il dirige le journal clandestin Catalunya, et participe à la Résistance intérieure française.
Il s'exile à Caracas, au Venezuela en 1954. Il devient un membre actif du Centre Català de Caracas (ca), collaborateur des Jeux Floraux de la langue catalane en 1966 et président du Patronage de la Culture Terra Ferma. Il revient en Catalogne en 1978 où il rejoint le Parti des socialistes de Catalogne. En 1991, il a fait don de sa bibliothèque personnelle, qui comprend 800 documents, à la Bibliothèque de Catalogne.

## Publications
- Paraules de combat (1964), poésie
- Resposta a dos amics (1970), poésie
- Los intelectuales y la cultura de masas (1970) essai
- Sobre biografies i altres coses (1970) essai
- Catalunya y la Comunidad Económica Europea (1982), essai

### Traductions
- Karl Marx, Friedrich Engels, Manifest del Partit Comunista, Barcelone, Arc de Barà, 1930
- Pascual Venegas Filardo (es), La Noia del Japó, Caracas, Terra Ferma, Patronat de Cultura del Centre Català de Caracas, 1972